# 桃園市立大崗高級中等學校
桃園市立大崗高級中等學校，是一所計劃中的學校，規劃於臺灣桃園市龜山區「文高三」用地成立。2020年1月6日，時任桃園市長鄭文燦主持「龜山區坪頂地區設置高中」說明會，表示規劃設立大崗高中，若土地取得困難，評估將大崗國中改制為完全中學。預計開辦普通科、商業經營科、國際貿易科、電子商務科等。